# Arrhopalites terricola
Arrhopalites terricola is een springstaartensoort uit de familie van de Arrhopalitidae. De wetenschappelijke naam van de soort is voor het eerst geldig gepubliceerd in 1958 door Gisin.